# 源春子
源 春子（みなもと の はるこ、生没年不詳）は、室町時代前期の女性。室町幕府第3代将軍・足利義満の側室。
義満の側室（愛妾）。後に出家して紫殿尼公と呼ばれた。応永28年（1421年）2月7日に正四位下から従三位に叙された。一説に対御方、あるいは寧福院と同一人物ではないかとされるが、確証は無い。